# Carpark Records
Carpark Records je americké nezávislé hudební vydavatelství, které se nachází ve Washingtonu (předtím sídlilo v New Yorku).

## Významní interpreti
- 242.pilots
- Beach House
- Cloud Nothings
- Lesser Gonzalez Alvarez
- Belong
- Casino Versus Japan
- Class Actress
- Dan Deacon
- Dog Bite
- Dinky Bingham
- EAR PWR
- Ecstatic Sunshine
- Kid 606
- Kit Clayton
- Greg Davis
- GRMLN
- Jake Mandell
- Light Pollution
- Marumari
- Takagi Masakatsu
- Memory Tapes
- Antoine Bédard
- Ogurusu Norihide
- Safety Scissors
- Signer
- So Takahashi
- Toro Y Moi
- Keith Fullerton Whitman
- WZT Hearts
- Young Magic